# Kallixeinos von Rhodos
Kallixeinos von Rhodos (griechisch Καλλίξεινος ὁ Ῥόδιος) war ein aus Rhodos stammender hellenistischer Schriftsteller und Geschichtsschreiber des späten 3. Jahrhunderts v. Chr. Er lebte in Alexandria zur Zeit des Ptolemäerkönigs Ptolemaios IV. Philopator um bzw. nach 220 v. Chr.
Kallixeinos verfasste diverse heute bis auf Fragmente verlorene Schriften. Zitiert wird sein mindestens vier Bücher umfassendes Werk Über Alexandria bei Athenaios mit Schilderungen interessanter Ereignisse und Gegenstände in Alexandria. Athenaios bringt daraus insbesondere zwei umfangreiche Exzerpte über eine große Pompé (Prozession) des ägyptischen Königs Ptolemaios II. Philadelphos anlässlich einer Feier des Agons für die Theoi Soteres ("Rettende Götter") sowie über prächtige Schiffsbauten des Ptolemaios IV., so über dessen prunkvolles Nilschiff Thalamegos. Der erwähnte Festzug des Ptolemaios II. dürfte in den 270er Jahren v. Chr. stattgefunden haben und stellt ein Beispiel für den unvergleichlichen Luxus der Ptolemäer dar. Wahrscheinlich stützte sich Kallixeinos für seine Beschreibungen des Festzugs des Ptolemaios II. und der Prachtschiffe des Ptolemaios IV. auf literarische Quellen. Plinius der Ältere liefert aus demselben Werk des Kallixeinos einen kurzen Auszug über den Obelisken des Ptolemaios II. im Arsineion.
Möglicherweise ist Kallixeinos mit dem bei Plinius erwähnten Erzbildner Kallixenos identisch.

## Textausgaben
- Die Fragmente der griechischen Historiker (FGrH), Nr. 627 und Brill’s New Jacoby, Nr. 627 (mit englischer Übersetzung und neuem Kommentar von Paul Keyser).